# Lutherkirche (Lübeck)

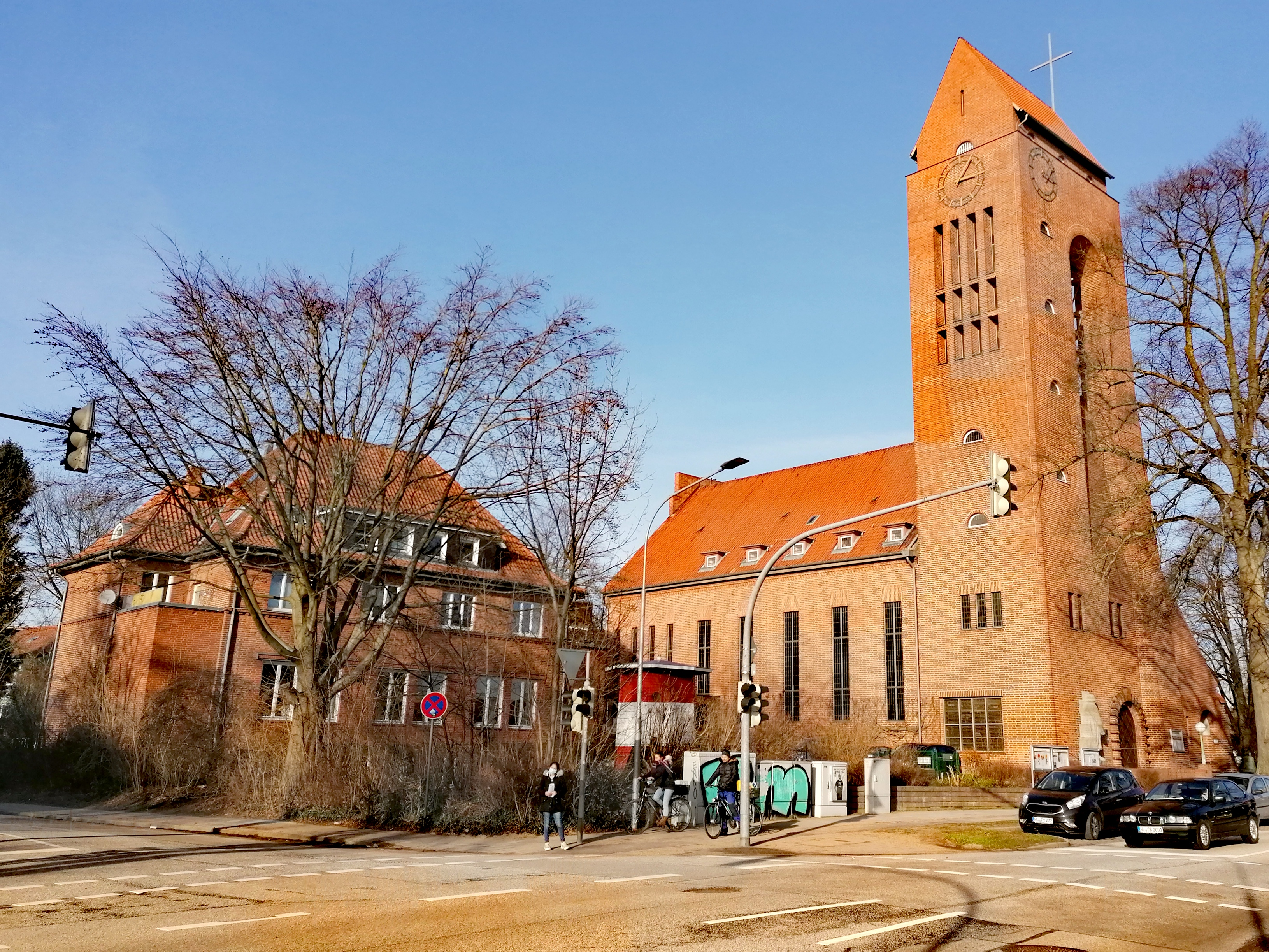
Lutherkirchenkomplex von Südwesten

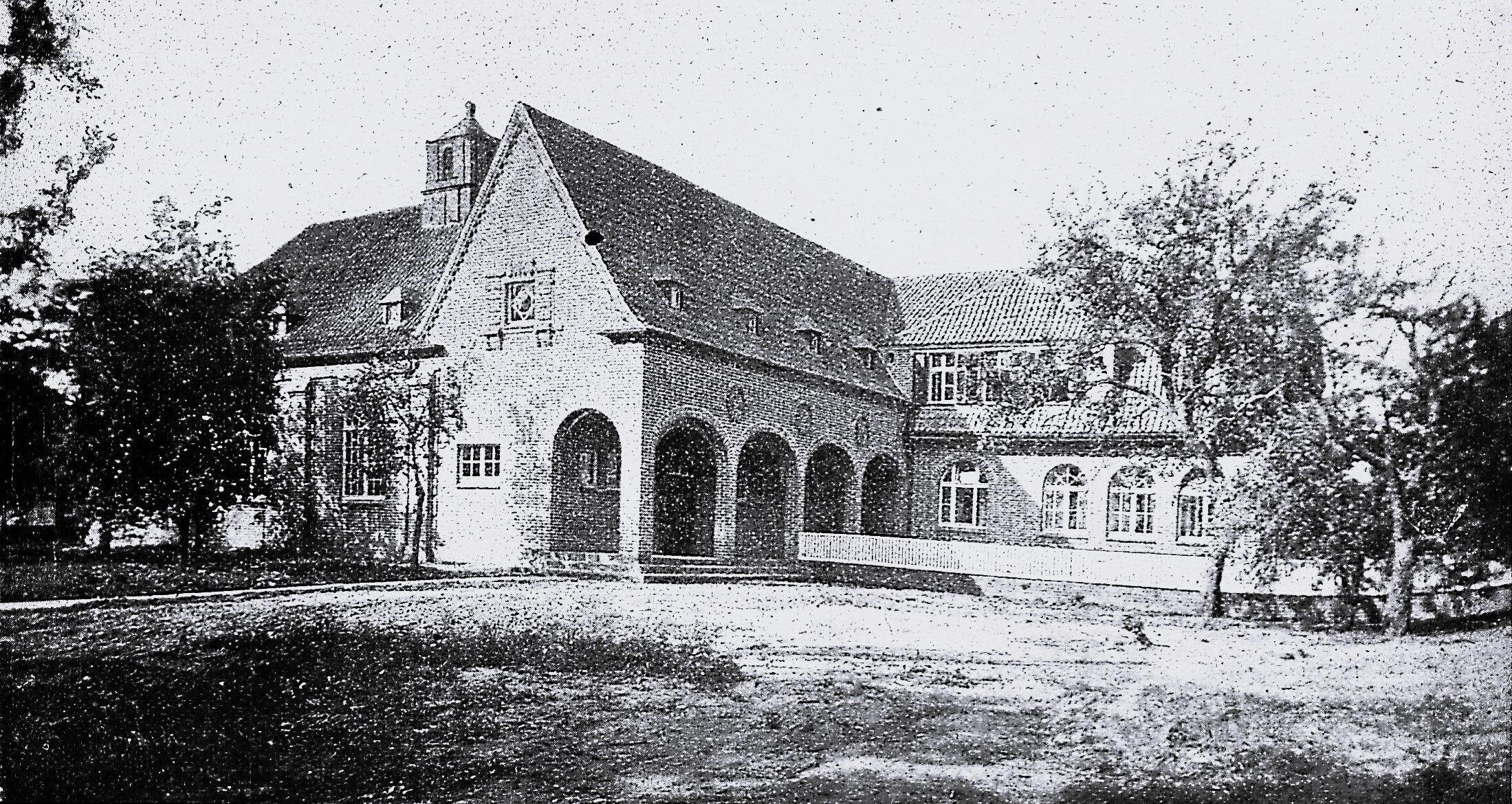
Neuer Gemeindesaal St. Lorenz Süd (1914)

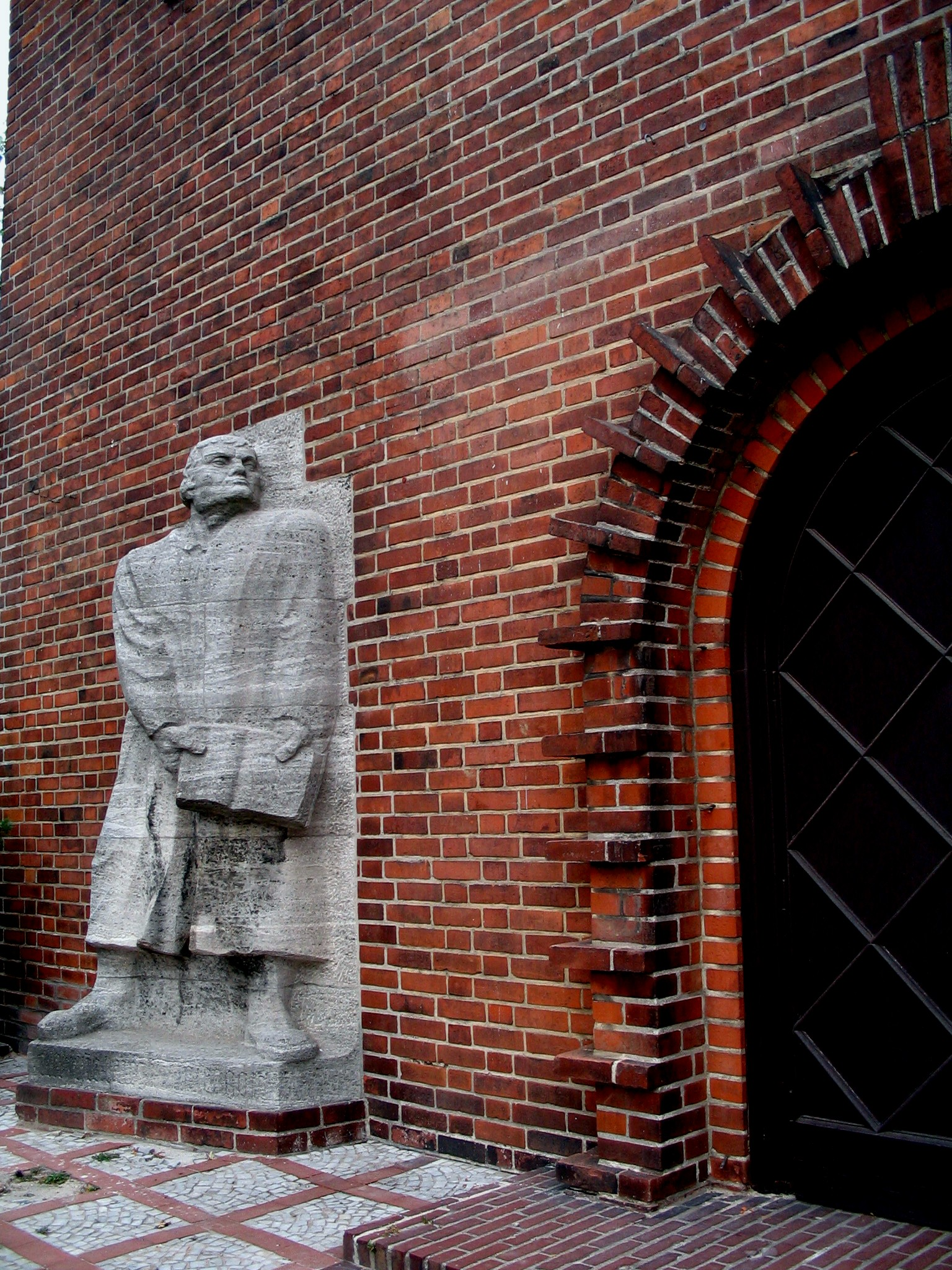
Lutherplastik

Die heute unter Denkmalschutz stehende evangelisch-lutherische Lutherkirche in St. Lorenz Süd, Lübecker Vorstadt, ist eines der wenigen in der Zeit des Nationalsozialismus entstandenen Kirchengebäude.

## Geschichte
Am 22. April 1913 wurde auf Beschluss des Kirchenrats und der Synode von der Evangelisch-Lutherischen Kirche in Lübeck dem Vorstand der St.-Lorenz-Kirchengemeinde die Ausschreibung eines Wettbewerbs zum Bau eines Gemeindesaales nebst Pastoratsgebäudes für den 3. Geistlichen der Kirche auf dem vom Staat überlassenen Grundstück Moislinger Allee 96 bewilligt. Das Preisgericht bestand aus dem Geheimen Baurat Horsfeldt (Berlin), Baudirektor Johannes Baltzer, Baurat Carl Mühlenpfordt, Philip Paulig (Vorsitzender des Gemeindevorstands) und Pfarrer Wilhelm Mildenstein. Es erwählte am 2. August 1913 den Entwurf der Architekten Glogner & Vermehren. Kirchenrat und Synode beschlossen daraufhin am 30. Oktober 1913 und 22. Mai 1914 eine Gesamtsumme in Höhe von 50000 Mark hierfür bereitzustellen.
Kurz nach dem Ausbruch des Weltkrieges weihte der lübeckische Senior Johannes Becker am 18. Oktober 1914 den Gemeindesaal ein und übergab ihn seiner Nutzung zu regelmäßigen Gottesdiensten, Konfirmandenunterricht und sonstigen Veranstaltungen. Der Platz vor dem Saal wurde erst 1935 mit der bereits 1914 ins Auge gefassten Kirche, die von denselben Architekten entworfen werden sollte, bebaut.
Zu jenem Zeitpunkt waren die geplante Ablösung von der Muttergemeinde und die Verselbstständigung des südlichen Teils mit dem Namen „Luthergemeinde“ in die Wege geleitet worden. Der erste Kindergottesdienst fand am 1. November statt; am 22. wurde der Kirchenvorstand mit Bernhard Dräger als Vorsitzendem gewählt, und am 29. November 1914 war die Luthergemeinde offiziell gegründet. Das erste Gemeindeblatt erschien am 1. Januar 1915.
Die an der Ausschreibung teilnehmenden Architekten sollten auch schon Pläne für die geplante Kirche einreichen. Der Krieg, die Inflation und die Weltwirtschaftskrise verhinderten zunächst deren Ausführung.
Die Gemeinde errichtete den am 14. Oktober 1923 eingeweihten hölzernen Glockenturm und erhielt dafür vorerst zwei Glocken. Die kleinere der beiden stammte aus dem Jahr 1399 und wurde nicht geläutet, sondern nur angeschlagen. Sie hing ursprünglich im Dachreiter der Katharinenkirche. Die größere wurde 1510 von Hinrich van Campen gegossen; sie gehörte zum Geläut der 1819 abgerissenen Maria-Magdalenen-Kirche des Burgklosters und war eine Leihgabe der Jakobigemeinde.
In Anlehnung an den Baustil der gleichfalls von dem Architekten Willy Glogner geschaffenen kirchlichen Baugruppe der jungen Gemeinde wurde von ihm ein Gemeindehaus, das heutige Lutherhaus, entworfen. Der Konfirmandenunterricht musste bis dahin in dem Vorraum des Gemeindesaals, der bei dessen Bau als Kleiderablage gedacht war, stattfinden. Die Versammlungen des Kirchenvorstandes und dem des Gemeindevereins, die Übungen der Kirchenchöre, die Zusammenkünfte der Jugendgruppen und die Bibelstunden fanden in dem primitiven mit Terrazzo versehenen Vorraum statt. Diese Notlage sollte, wie 1925 vom Kirchenvorstand unter dem Vorsitz von Bernhard Dräger beschlossen, 1926 durch die Beschlüsse vom Kirchenrat und Kirchentag beseitigt werden. Der Bau wurde am 6. November 1927 unter der Teilnahme von Mitgliedern des Kirchenrates und -tages feierlich seiner Bestimmung übergeben.
Der hohe, den damaligen Gemeindesaal überragende Bau enthielt im Untergeschoss eine geräumige Wohnung für den Kirchendiener,  im Obergeschoss zwei Mietwohnungen und eine Wohnung für die Gemeindeschwester, während im hochgelegenen Erdgeschoß zwei Konfirmandensäle mit einem dazwischenliegenden Sitzungszimmer vorhanden waren. Durch die Vermietung erhoffte man sich so eine solide Finanzierung. Bei größeren Versammlungen wurden diese drei Räume, wie bei wissenschaftlichen Vorträgen im Rahmen von Veranstaltungen des Gemeindevereins, Vereinigungen der Jugendgruppen und anderes zu einem etwa 200 Personen fassenden Versammlungsraum zusammengefasst werden. Eine leicht auf- und abzubauende Bühne, eine kleine Teeküche sowie Garderobenräume rundeten das an die damaligen Bedürfnisse der Gemeinde angepasste ab.
Als im Sommer 1933 die Beflaggung der Gebäude, auch kirchlicher Gebäude, mit dem Hoheitszeichen des Reiches angeordnet wurde, stellte die Luthergemeinde einen Fahnenmast auf der Wiese vor dem Luthergebäude auf.
Ende 1935 fiel die Entscheidung zu einem Neubau, der auch von der Lübecker Landeskirche stark unterstützt wurde. Die Luthergemeinde galt der deutsch-christlich und nationalsozialistisch orientierten Kirchenleitung als vorbildlich. Dort hatte die Luthergemeinde in Johannes Sievers zudem einen starken Fürsprecher; denn Sievers war zugleich Kirchenvorstandsvorsitzender der Luthergemeinde. 1936 wurde in Abweichung von den ursprünglichen Plänen der alte Gemeindesaal abgerissen, um Platz für den Bau einer größeren Kirche als ursprünglich geplant zu schaffen.
Die Kirche in Backstein reflektiert die Architekturvorstellungen der Deutschen Christen. Sie ist z. B. genordet und nicht geostet. Sie wurde nach einem Entwurf der Lübecker Architekten Glogner & Vermehren (Willy Glogner und Paul Vermehren) errichtet und am 31. Oktober 1937 eingeweiht. Erst 1938 erhielt die Kirche die Lutherstatue, die sich am Eingang befindet und von dem aus Lübeck stammenden Künstler Fritz Behn aus Muschelkalk erschaffen wurde.
Die Lutherkirche war bis zu seiner Verhaftung im Frühjahr 1942 Wirkungsstätte des Lübecker Märtyrers Pastor Karl Friedrich Stellbrink. Am Ende des Zweiten Weltkriegs waren drei der seit 1933 amtierenden Pastoren tot: Ulrich Burgstaller starb unter ungeklärten Umständen 1935, Gerhard Meyer fiel als Soldat 1939, und Stellbrink wurde hingerichtet.  
In der Nachkriegszeit wurde die Kirche auch durch die Tätigkeit des früheren Danziger Pastors Gerhard M. Gülzow bekannt, der in Lübeck die heimatvertriebenen Danziger sammelte.
Die Gemeinde der Lutherkirche gehört zur Evangelisch-Lutherischen Kirche in Norddeutschland. Im Jahr 2000 fusionierte sie mit der Melanchthon-Gemeinde zur Luther-Melanchthon-Gemeinde mit etwa 6000 Gemeindegliedern.
Im Jahr 2014 fanden umfangreiche Umbauarbeiten an der Kirche statt. Die bereits seit 1995 auf der Empore der Lutherkirche beheimatete Ausstellung zur Geschichte der vier Lübecker Märtyrer wurde aktualisiert und erweitert. Die Lutherkirche ist heute Gedenkstätte des Kirchenkreises Lübeck-Lauenburg und der Nordkirche.

## Ausstattung

### Altar

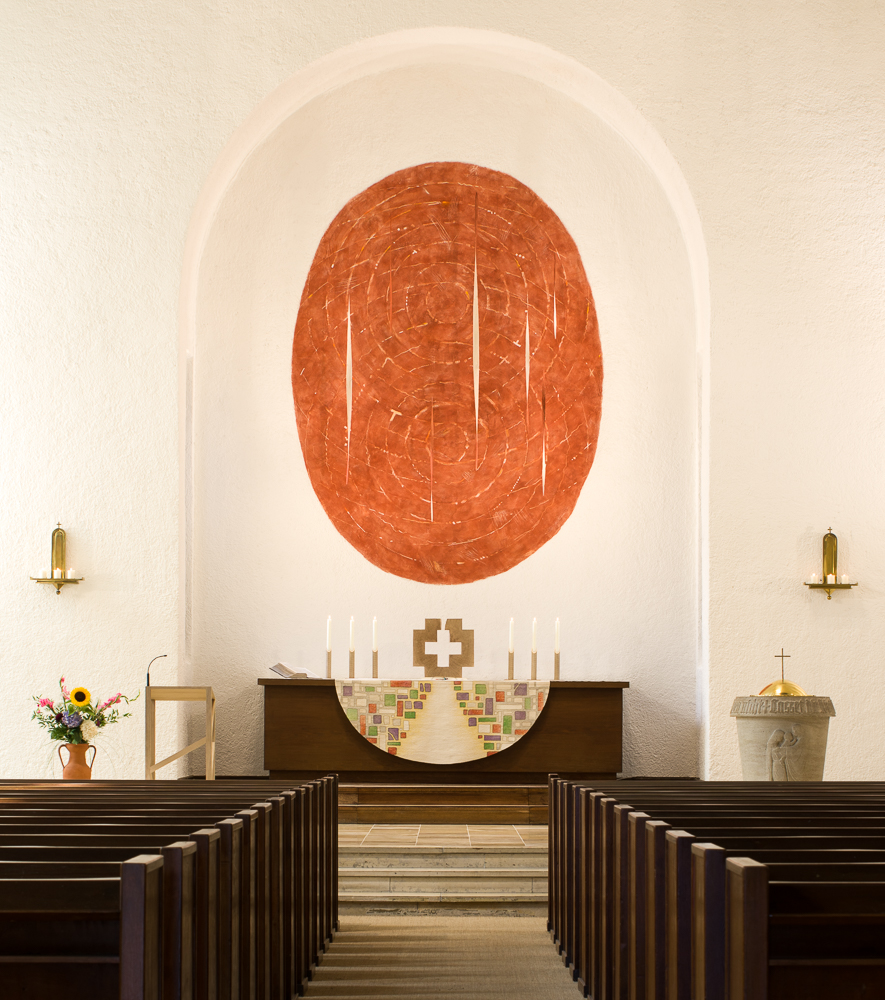
2014 Neugestalteter Altarraum der Lutherkirche

Der bühnenartige Altar der Lutherkirche war ursprünglich mit einer übermannsgroßen Skulptur des Bildhauers Otto Flath ausgestattet. Sie bestand aus acht aus Ulmenholz gearbeiteten übermannsgroßen Figuren, die der idealtypischen Vorstellung der Nationalsozialisten von einer deutschen Familie entsprachen: Großeltern, Eltern und vier Kinder. Sohn und Vater halten die Hand an einem Schwert. Aus der Mitte der Figurengruppen ragte ein etwa fünf Meter hohes Eichenkreuz ohne Christusfigur.
1990 entschied sich der Kirchenvorstand der Luthergemeinde, die Figurengruppe vom Altar zu nehmen und in den Seiteneingang der Kirche zu stellen. Es verblieb das große nackte Kreuz.
Im Zuge der Umbauten in der Kirche 2014 wurde ein Künstlerwettbewerb zur Umgestaltung ausgelobt. Er wurde gewonnen von dem Münchner Künstler Werner Mally, der nun auch das große Kreuz aus dem Altarraum entfernte und die Altarapsis stattdessen mit einem Wandgemälde ausgestaltete. Vorgehängte Drehschatten sorgen für den Eindruck steter Bewegung im Bild. Anstelle des Großkreuzes steht nun ein ca. 70 cm großes Kreuzfragment auf dem verbliebenen Altartisch. Das aus massivem Eichenholz gesägte Kreuz öffnet sich nach oben zum Gemälde hin und steht für „Aufstand und Aufbruch“.

### Kunst
Die Figurengruppe Die Deutsche Familie, die 1990 vom Altarraum in den Seiteneingang geschafft worden war, wurde ebenfalls Gegenstand künstlerischer Auseinandersetzung. Der Künstler Werner Mally drehte sie mit dem Gesicht zur Wand, an der Spiegel montiert wurden. Die Installation trägt den Namen Reflexion.

### Glocken
Für den Glockenturm ihres ersten Gemeindesaals von 1914 erhielt die Luthergemeinde zwei Glocken: Die kleinere der beiden stammte aus dem Jahr 1399 und hing bis dahin im Dachreiter der Katharinenkirche. Sie wurde nur angeschlagen, aber nicht geläutet. Die größere Glocke, 1510 gegossen von Hinrich van Campen, gehörte ursprünglich zum Geläut der 1819 abgerissenen Maria-Magdalenen-Kirche des Burgklosters und ist eine Leihgabe der Lübecker Jakobigemeinde.
Als 1937 die neue Lutherkirche fertiggestellt wurde, kamen neben den vorhandenen noch drei größere Glocken in den Turm, die in der Schwartauer Gießerei Ohlsen hergestellt worden waren. Sie waren jeweils mit der Jahreszahl 1936 und einem Hakenkreuz versehen und trugen folgende Sprüche: „Alle Dinge sind möglich dem, der da glaubt.“ – „Wach auf, wach auf, du deutsches Land!“ – „Eine feste Burg ist unser Gott!“
Diese Glocken wurden gegen Ende des Jahres 1941 abgenommen und zum Einschmelzen fortgebracht. Nur die kleine, nach ihrer Inschrift „Dominicus-Glocke“ genannte von 1510 durfte bleiben. Sie ist heute die zweitälteste aktive Glocke in Lübeck. Die ältere Glocke ist in die Katharinenkirche zurückgekehrt und heute Teil der dortigen Glockensammlung.
In den 1950er Jahren beschaffte der damalige Pastor Gerhard Gülzow drei Glocken aus den Dörfern Wotzlaff, Trutenau und Stüplau im Danziger Raum als Leihgabe vom Hamburger Glockenlager. Auch diese Glocken sollten im Krieg eingeschmolzen werden, doch dazu war es nicht mehr gekommen. 2005 mussten sie wegen schwerer Schäden abgehängt werden. Die Glocke aus Wotzlaff ging ans Museum Haus Hansestadt Danzig. Die größte Glocke kam ins Glockenmuseum Greifenstein und die kleine Glocke aus Stüplau steht heute vor der Lutherkirche.
Als Ersatz erwarb die Gemeinde 2006 drei Glocken der aufgelösten Heiligengeistkirche in Hamburg-Barmbek-Süd, die 1962 von der Glockengießerei Gebr. Rincker gegossen worden waren. Sie tragen die Inschrift: „Seid fröhlich in Hoffnung, geduldig in Trübsal, beharrlich im Gebet.“ Zusammen mit der alten Dominicus-Glocke von 1510 erklingt das Geläut nun in fis′ gis′ h′ und cis″.

### Orgel

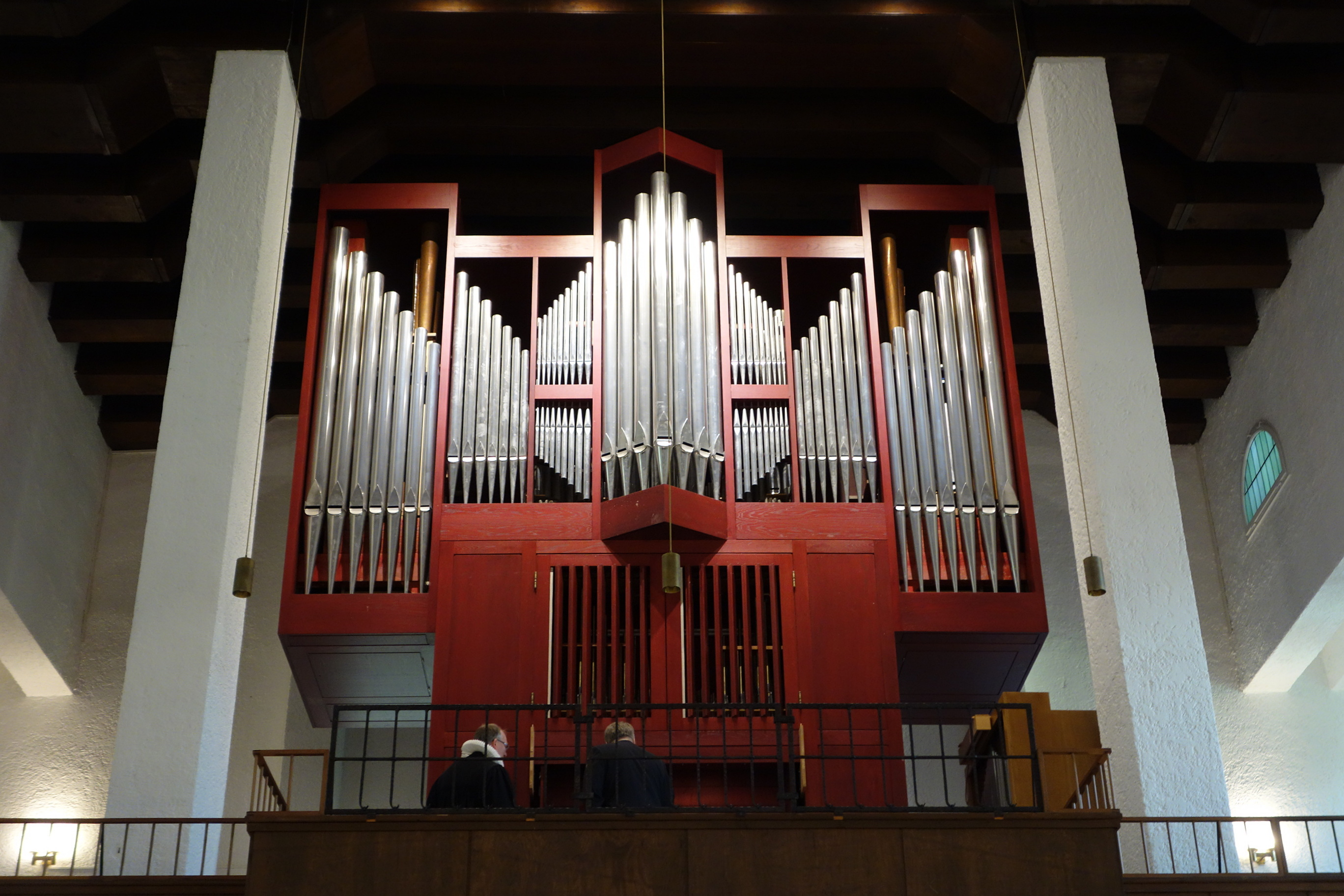
Walcker-Orgel von 1990

Die erste Orgel wurde 1937 von der Lübecker Orgelbaufirma E. Kemper erbaut. Das Instrument hatte 29 Register auf zwei Manualen und Pedal und war die erste Orgel in Lübeck mit elektropneumatischen Trakturen. Die heutige Orgel wurde in den Jahren 1986 und 1990 von der Orgelbaufirma E.F. Walcker (Kleinblittersdorf) erbaut. Das Schleifladen-Instrument hat 22 Register auf zwei Manualen und Pedal. Die Trakturen sind mechanisch. Das erste Manual ist ein Koppelmanual.
| II Hauptwerk C– |             |       |
| 1.              | Praestant   | 8′    |
| 2.              | Rohrflöte   | 8′    |
| 3.              | Oktave      | 4′    |
| 4.              | Koppelflöte | 4′    |
| 5.              | Nasat       | 2 ⁄3′ |
| 6.              | Gemshorn    | 2′    |
| 7.              | Mixtur IV   |       |
| 8.              | Trompete    | 8′    |
|                 | Tremulant   |       |

| III Schwell-Brustwerk C– |                 |       |
| 9.                       | Gedackt         | 8′    |
| 10.                      | Principal       | 4′    |
| 11.                      | Blockflöte      | 4′    |
| 12.                      | Oktave          | 2′    |
| 13.                      | Quinte          | 1 ⁄3′ |
| 14.                      | Sesquialtera II | 2 ⁄3′ |
| 15.                      | Scharff III     |       |
| 16.                      | Krummhorn       | 8′    |
|                          | Tremulant       |       |

| Pedal C– |               |     |
| 17.      | Subbass       | 16′ |
| 18.      | Oktave        | 8′  |
| 19.      | Gedackt       | 8′  |
| 20.      | Oktave        | 4′  |
| 21.      | Hintersatz IV |     |
| 22.      | Posaune       | 16′ |

- Koppeln: II/P, III/P und Koppelmanual (II und III/I)

## Ehrenmal
Als man nach dem Ersten Weltkrieg auf Mildensteins Initiative ein Ehrenmal für die Gefallenen der Gemeinde errichten wollte, war ursprünglich die Aufstellung auf dem vor dem Pastorat liegenden Platz geplant. Wegen der andauernden großen Unkosten für den gärtnerischen Schmuck und dessen Unterhaltung wurde dieses Vorhaben jedoch wieder fallen gelassen. Die von Erich Klahn, einem Künstler, der hier einst von Mildenstein konfirmiert worden war, entwickelten Ansichten, die Toten durch das Anbringen von Glasfenstern zu ehren, führten dazu, dass der Kirchenvorstand ihn ohne Ausschreibung eines Wettbewerbs mit dem Entwurf beauftragte. Als Referenz für sein Können galt das farbig glühende, für Burg auf Fehmarn bestimmte Bildfenster.
Das Mal besteht aus drei Glasfenstern. Das mittlere Fenster, eine Pietà, ist das beherrschende. Maria, in grauem statt wie zuerst in blauem Gewand, den toten Sohn im Schoß habend, betet. Leuchtende Strahlen gehen von dessen Haupt aus. Das das Bild umschließende Schriftband kündet: „Allens für uns dragen, dat Swörste op sik namen, för uns leeden un starben, wi sullen nich verdarben. Herr help uns ut all uns’ Nod.“ Die Fenster zu dessen Seiten tragen die Namen der Gefallenen und ihre Lünetten enthalten je eine Darstellung aus der Passionsgeschichte. Diese standen in absichtlicher Beziehung zur damaligen Geschichtsauffassung: links „Verrat des Judas“ (Dolchstoßlegende) und rechts das „Würfeln der Kriegsknechte um das Gewand des Gekreuzigten“ (Friedensvertrag von Versailles).
Der Denkmalrat lehnte jedoch den Entwurf ab und beanstandete die gewählten Farbtöne, rot und blau, da diese den lichten Charakter des Raumes nähmen und einen anderen in ihn hereintrügen. Der Kirchenvorstand hielt nun nicht mehr an dem farbigen Entwurf fest und die Fenster sind in Sepiabraun und Gold gehalten. Das Werk wurde dem geänderten Entwurf folgend von Meister Berkentin gebrannt und verbleit. Von der Gestalt des Heilands geht stets das Gold aus.
Mit der Luthergemeinde hatte nach der St.-Getrud-Gemeinde nun die zweite Gemeinde der Stadt ein Ehrenmal für ihre Gefallenen eingeweiht.
Die Fenster wurden in den Gemeindesaal und später in die neue Kirche eingebaut. Heute ist von dem Ehrenmal mit einem Drittel nur noch ein Fragment erhalten. Die Namenstafeln sind in einem Fenster, das sich im Vorraum zur Linken befindet, zusammengefasst worden. Der Verbleib des Restes ist unklar.